# ثيخويلا
بلدية ثيخويلا (بالإسبانية: Cijuela) هي بلدية تقع في مقاطعة غرناطة التابعة لمنطقة أندلوسيا جنوب إسبانيا.

## الديموغرافيا
بلغ عدد سكان بلدية ثيخويلا 3.086 نسمة عام 2011 (وفقاً للمعهد الوطني الإسباني للإحصاء).
| 1.495 | 1.522 | 1.670 | 2.009 | 2.445 | 2.857 | 3.086 |